# Corrado Maggioni
Corrado Maggioni, S.M.M. (* 1956, Brembate di Sopra) je italský římskokatolický kněz, řeholník a podsekretář Kongregace pro bohoslužbu a svátosti.

## Život
Narodil se roku 1956 v Brembate di Sopra.
Roku 1976 vstoupil do Společnosti Mariiny. Na Papežském ateneu sv. Anselma získal doktorát z liturgie.
Dne 20. března 1982 byl vysvěcen na kněze.
Roku 1990 vstoupil do služeb Kongregace pro bohoslužbu a svátosti. Roku 2007 se stal hlavou kanceláře pro slavení papežských liturgií a roku 2014 se stal poradcem této kanceláře.
Dne 5. listopadu 2014 jej papež František jmenoval podsekretářem Kongregace pro bohoslužbu a svátosti.